# Franco Zeffirelli
Franco Zeffirelli, rodným jménem Gianfranco Corsi (12. února 1923 Florencie – 15. června 2019 Řím), byl italský herec a režisér. Světově proslul zejména filmovými a televizními adaptacemi klasických divadelních her i oper.
V letech 1994–2001 zasedal v Senátu Parlamentu Itálie za obvod Katánie. Byl zvolen na kandidátce středopravé strany Forza Italia.

## Režijní kariéra
Po skončení 2. světové války začínal svoji uměleckou dráhu v Miláně jakožto herec drobných rolí, dokud si jej nevybral za asistenta italský režisér Luchino Visconti. U něj nejprve vytvářel výpravy, později působil jako jeho asistent. Samostatné divadelní režii se začal věnovat již od roku 1950 a to jak v činohře tak i v operním repertoáru. Brzy se vypracoval na divadelního režiséra. Na počátku 60. let 20. století jako divadelní režisér hostoval v Londýně či v New Yorku, stal se z něj také inscenátor děl Williama Shakespeara.
Ačkoliv s filmem spolupracoval již od roku 1958, filmové tvorbě se začal naplno věnovat až v polovině 60. let. V roce 1967 natočil první velkou filmovou adaptaci díla Williama Shakespeara Zkrocení zlé ženy s Liz Taylorovou v hlavní roli. O rok později následovala filmová adaptace Shakespearovy hry Romeo a Julie s mladými herci Leonardem Whitingem a Olivií Husseyovou v hlavní roli, jež získala dva Oscary z celkových čtyř nominací. V tomto filmovém díle vystoupili i britští herci Laurence Olivier či Michael York.
V roce 1972 natočil film s náboženskou tematikou Bratr Slunce, sestra Luna o sv. Františkovi z Asissi. Následoval rozsáhlý televizní seriál s křesťanskou náboženskou tematikou Ježíš Nazaretský.
K shakespearovské tematice se vrátil na konci 80. let, kdy v roce 1985 vytvořil filmovou adaptaci hry Otello a v roce 1989 další filmovou verzi nejznámější divadelní hry Williama Shakespeara Hamlet.

## Soukromý život
V roce 1996 Zeffirelli provedl coming out, jímž se přihlásil k homosexuální orientaci.

## Filmografie
- 1957 – Camping
- 1964 – Maria Callas v Covent Garden
- 1967 – Zkrocení zlé ženy
- 1967 – Mnoho povyku pro nic (TV film)
- 1968 – Romeo a Julie
- 1972 – Bratr Slunce, sestra Luna
- 1977 – Ježíš Nazaretský (TV seriál)
- 1978 – Pagliacci (záznam představení z Met)
- 1979 – Šampion
- 1979 – Otello (TV film)
- 1979 – Carmen (TV film)
- 1981 – Endless Love
- 1982 – La traviata
- 1982 – Pagliacci
- 1982 – Cavalleria rusticana
- 1986 – Otello
- 1988 – Mladý Toscanini
- 1990 – Hamlet
- 1990 – Don Giovanni (TV film)
- 1992 – Don Carlo (TV film)
- 1993 – Spoutaná láska
- 1996 – Jana Eyrová
- 1997 – Carmen (TV film)
- 1999 – Čaj s Mussolinim
- 2002 – Nesmrtelná Callasová